# قلعه هوار کن
قلعه هوار کن مربوط به هزاره اول پیش از میلاد است و در شهرستان تکاب، بخش مرکزی، دهستان کرفتو، روستای قوجه واقع شده و این اثر در تاریخ ۳۰ دی ۱۳۸۵ با شمارهٔ ثبت ۱۶۷۹۱ به‌عنوان یکی از آثار ملی ایران به ثبت رسیده‌است.